# 埃拉伊·沙姆丹
埃拉伊·沙姆丹（土耳其語：Eray Şamdan，1997年7月25日—），土耳其男子空手道运动员。他曾代表土耳其参加2020年夏季奥林匹克运动会空手道比赛，获得男子67公斤级银牌。